# Commando de la mort
Pour plus de détails, voir Fiche technique et Distribution.
Commando de la mort (Hell Boats) est un film américano-britannique réalisé par Paul Wendkos, sorti en 1970.

## Synopsis
Un officier américain au service de la Royal Navy tente en 1942 d'établir le blocus de Malte et de détruire un arsenal allemand en Sicile.

## Fiche technique
- Titre français : Commando de la mort ou Les Bateaux de l'enfer[1]
- Titre original américain : Hell Boats ou MTB Malta WW II ou Motor Torpedo Boat
- Réalisation : Paul Wendkos
- Scénario : Derek Ford, Donald Ford et Anthony Spinner
- Directeur de la photographie : Paul Beeson
- Musique : Frank Cordell
- Production : Lewis J. Rachmil
- Pays d'origine :  Royaume-Uni,  États-Unis
- Langue : Anglais
- Date de sortie : 
  - Danemark : 20 mars 1970
  - États-Unis : 10 juin 1970 (Oakland)
  - France : 9 septembre 1970 (Lille)[1]
  - Royaume-Uni : 22 septembre 1970

## Distribution
- James Franciscus : Lieutenant Commodore Jeffrods
- Elizabeth Shepherd : Alison
- Ronald Allen : Commodore Ashurts
- Reuven Bar-Yotam : Yacov
- Mark Hawkins : Lieutenant Barlow
- Philip Madoc : le capitaine du schnellboot
- Peter Burton : Aide de camp de l'Amiral